# Green Cheese (ракета)
Грин Чиз (англ. Green Cheese, [gri:n tʃi:z] — Зелёный сыр, индекс разработчика — Project 7) — британский проект противокорабельной тактической ядерной ракеты, оснащённой радиолокационной системой наведения, разрабатывавшийся в 1950-х годах компанией Fairey Aviation (англ. Fairey Aviation) совместно с EMI Engineering Development. Предназначалась для оснащения противолодочных самолётов Gannet и Shackleton.

## История
Разработка «Зелёного сыра» велась в соответствии с тактико-техническим заданием OR.1123 (англ. Operational Requirements), выданными Министерством снабжения (англ. Ministry of Supply).
Масса ракеты в 1720 кг (3800 фунтов) оказалась слишком большой для Gannet, кроме того, требовалось изменение конструкции бомбового отсека самолёта, чтобы обеспечить выход ракеты за пределы отсека для захвата цели головкой самонаведения перед запуском ракеты. Проект был продолжен с новым носителем — палубным штурмовиком Buccaneer, имевшим бомбовый отсек с вращающимися створками, более подходящий для решения поставленной задачи.
Стрельбовые испытания проходили в секторе E полигона Вумера в Южной Австралии, было осуществлено шесть пусков по наземным целям с переоборудованных для этих целей тяжёлых бомбардировщиков Washington. Результаты пусков отчасти были успешными.
Проект был прекращён в 1956 году по причине превышения запланированной стоимости и в немалой степени ввиду того, что уже готовилась к принятию на вооружение ракета Blue Steel. На тот момент разработка ракеты достигла этапа, именуемого Cockburn Cheese (по имени британского военного учёного — доктора Роберта Кокбёрна), имевшего улучшенные ТТХ и предлагаемый срок начала эксплуатации в 1962 году. Замене для Green Cheese было дано наименование Green Flash. Однако, работы по новому варианту ракеты также были остановлены, а идея создания тактической ядерной противокорабельной ракеты пала жертвой «лобби», продвигавшего более простые тактические ядерные бомбы Red Beard.

## Конструкция
Green Cheese представляла собой удлинённый корпус управляемой по ТВ-каналу бомбы Blue Boar, разработка которой была прекращена ранее из-за её высокой массы, превышающей возможности палубной авиации, и, главным образом, системы наведения, имевшей ограниченное применение в условиях облачного покрова (Blue Boar являлась предшественником Blue Steel). В этот корпус предполагалось установить:
- активную радиолокационную головку самонаведения X-диапазона, разработанную для ракеты класса «воздух-воздух» Red Dean;
- укороченную модификацию твердотопливного двигателя Smokey Joe (рус. Дымный Джо), разрабатывавшегося для зенитной ракеты Red Shoes. Этот двигатель обеспечивал применение Green Cheese без захода в зону ПВО противника;
- боевую часть из состава свободнопадающей тактической ядерной авиабомбы Red Beard, позднее, с учётом пожеланий AWRE (англ. Atomic Weapons Establishment), заменённой 10-килотонной БЧ, именуемой Tony (британский вариант американской БЧ W44 (англ. W44), имевшей конструкцию типа Tsetse primary (англ. Tsetse primary)), в целях унификации Green Cheese с баллистической Blue Water и зенитной ракетой Bloodhound III.

## Тактико-технические характеристики[6]
- Длина: 4,57 м (15 футов)
- Диаметр: 0,68 м (27 дюймов)
- Размах крыльев: 1,6 м (5,2 футов)
- Масса: 1724 кг (3800 фунтов)